# Световно първенство по шахмат 1894
Световното първенство по шахмат през 1894 г. се провежда под формата на мач между действащия световен шампион Вилхелм Щайниц и претендента Емануел Ласкер.
По регламент победител е играчът, който спечели първи 10 партии. Провежда се в Ню Йорк (първите 8 партии), Филаделфия (следващите 3) и Монреал (оставащите 8) между 15 март и 26 май 1894 г. Ласкер печели и става вторият световен шампион по шахмат.
Времевата контрола на мача е 15 хода за 60 минути. Всеки играч допринася с 2000$ за наградния фонд. В този мач разликата във възрастта на двамата играчи е най-високата в историята на световните първенства по шахмат – Щайниц е с 32 години по-възрастен от Ласкер.

## Резултати
Според международния майстор Джак Питърс Ласкер печели титлата благодарение на способността си да играе по-добре в мителшпили без дами.
|                | 1 | 2 | 3 | 4 | 5 | 6 | 7 | 8 | 9 | 10 | 11 | 12 | 13 | 14 | 15 | 16 | 17 | 18 | 19 | Победи |
| -------------- | - | - | - | - | - | - | - | - | - | -- | -- | -- | -- | -- | -- | -- | -- | -- | -- | ------ |
| Емануел Ласкер | 1 | 0 | 1 | 0 | ½ | ½ | 1 | 1 | 1 | 1  | 1  | ½  | 0  | 0  | 1  | 1  | 0  | ½  | 1  | 10     |
| Вилхелм Щайниц | 0 | 1 | 0 | 1 | ½ | ½ | 0 | 0 | 0 | 0  | 0  | ½  | 1  | 1  | 0  | 0  | 1  | ½  | 0  | 5      |